# Mega-
Mega (símbol M) és un prefix del Sistema Internacional que indica un factor de 10⁶, o 1.000.000. Aquest prefix en concret no se sol utilitzar per als grams, sinó que s'utilitza el terme tona (en lloc de megagram). Confirmat el 1960, prové del grec μέγας (megas), que significa gran.

## Exemples
1 megawatt = 1 MW = 10⁶ watts = 1000 kilowatts
1 megaelectró volt = 1 MeV = 10⁶ electró volts
1 tona = 1 t = 1000 quilograms = 10⁶ grams
1 megàlitre = 1 Ml = 10⁶ litres
1 megàmetre = 1 Mm = 10⁶ metres
1 megasegon = 1 Ms = 10⁶ segons
En informàtica mega vol dir 1.048.576 (1024² o 220), en lloc d'1.000.000, especialment quan és usat el prefix byte o bit, obtenint un megabyte o un megabit. Per a resoldre aquesta ambigüitat, s'ha proposat el terme mebibyte i mebibit per al valor 220 bytes i 220 bits. Però la utilització d'aquest terme no està gaire estesa. Tot i així hi ha termes informàtics, com la velocitat de transferència de dades, on un megabit per segon = 1 000 000 bits per segon.